# КУД „Брадарац”
КУД „Брадарац” је културно-уметничко друштво из Брадарца, које је по незваничним подацима први концерт одржало 1944. године, када је група ентузијаста упркос ратним операцијама које су још трајале, одржала концерт под ведрим небом.

## Историјат
Фолклор има дугу традицију у селу Брадарцу. Од давнина се у дане Преображења и Велике Госпојине, после службе, причешћа и исповести играло се коло и правила игранка испод храстова. 
КУД „Брадарац” је међу првим селима у Србији који је основао Смотру фолклорних ансамбала села Србије, 1977. године. Смотра је трајала 11 година и била је везана за 9. мај-Дан победе. Мирослав Стојићевић са својим сарадницима и са децом која су тада играла фолклор осмислио пропозиције Смотре. Први кореограф КУД-а је био Миле Шуша. Активан рад фолклорних ансамбала представља значајан допринос у очувању српских игара, традиције али и њихове презентације у нашој земљи и ван ње.

## КУД данас
Временом се друштво ширило, услови побољшавали, учествовало се на доста такмичења и освојен велики број награда.
Данас друштво окупља око 60 активних чланова подељених у три групе:
- Млађи дечији ансамбл,
- Средњи дечији ансамбл,
- Ветерани.

Значајна достигнућа:
- Организација Смотри фолклорног стваралаштва Србије,
- Победници на манифестацији такмичења села током 80-тих, 90-тих година,
- Општинска и регионална такмичења током 2000, 2001, 2002. године,
- Победници на гостовањима у иностранству: Мерано – Италија, Беч – Аустрија и представници на Првој смотри српског стваралаштва у Италији – Трст, 2011 године,
- Стални учесници на Светосавској академији у Брадарцу,
- Прва места на Општинској смотри у Петки 2011, 2012, 2013. године,
- Представници на регионалној смотри фолклорних ансамбла у Симићеву 2011. и 2013. године,
- Учесници Републичке смотре фолклорног стваралаштва у Кличевцу 2013. и 2017. године,
- Организатори Рукумијских дана од 2011. године.